# Grand Prix Chin 2015

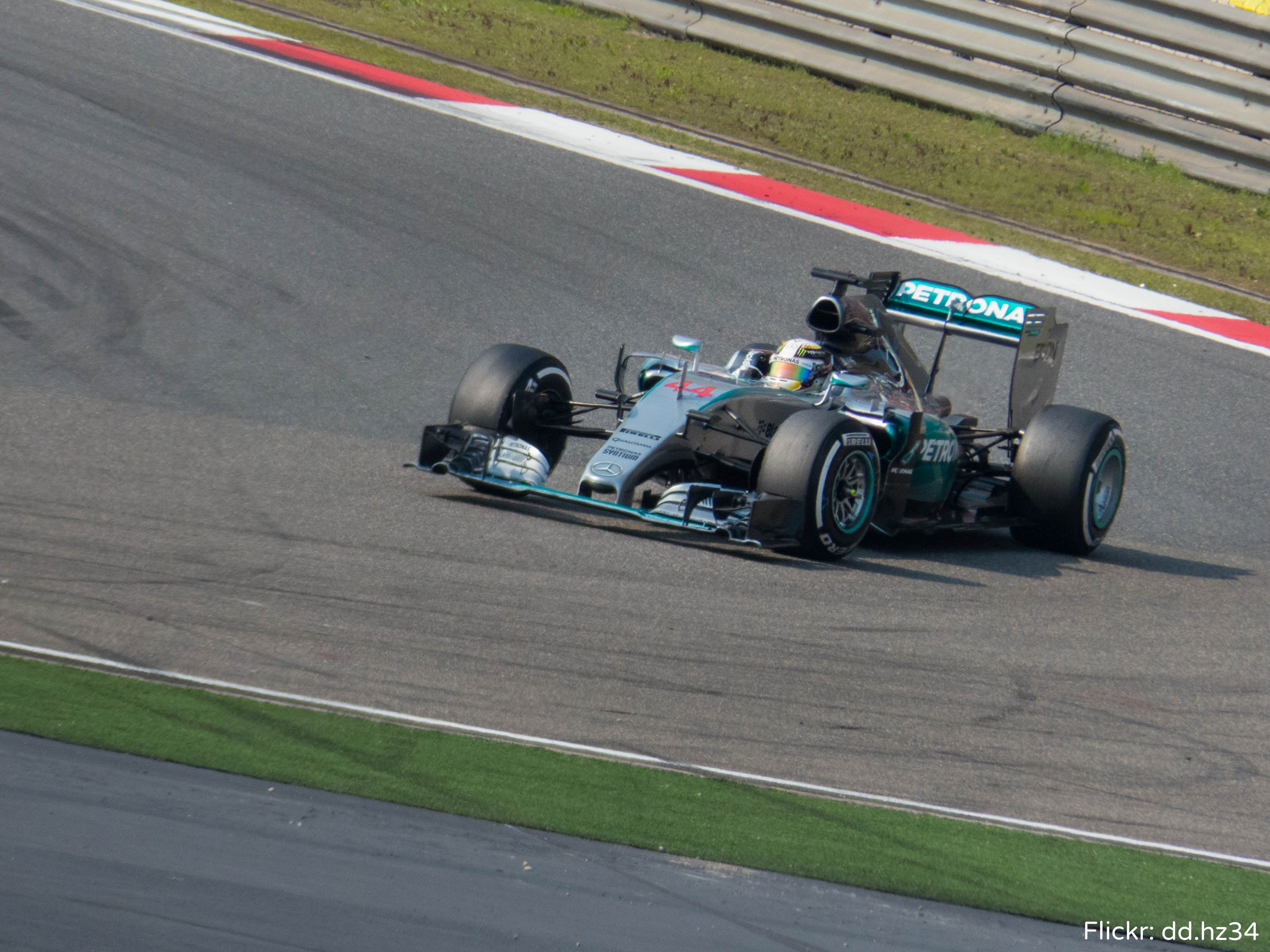
Lewis Hamilton podczas Grand Prix Chin 2015

Grand Prix Chin 2015 (oficjalnie 2015 Formula 1 Chinese Grand Prix) – trzecia eliminacja Mistrzostw Świata Formuły 1 w sezonie 2015. Grand Prix odbyło się w dniach 10–12 kwietnia 2015 roku na torze Shanghai International Circuit w Szanghaju.

## Lista startowa
Źródło: Wyprzedź Mnie!
Na niebieskim tle kierowcy biorący udział jedynie w piątkowych treningach
| Nr | Kierowca         | Zespół                        | Samochód               | Silnik                         | Opony |
| -- | ---------------- | ----------------------------- | ---------------------- | ------------------------------ | ----- |
| 3  | Daniel Ricciardo | Infiniti Red Bull Racing      | Red Bull RB11          | Renault Energy F1-2015 1.6T V6 | P     |
| 5  | Sebastian Vettel | Scuderia Ferrari              | Ferrari SF15-T         | Ferrari 059/4 1.6T V6          | P     |
| 6  | Nico Rosberg     | Mercedes AMG Petronas F1 Team | Mercedes F1 W06 Hybrid | Mercedes-Benz PU106B 1.6T V6   | P     |
| 7  | Kimi Räikkönen   | Scuderia Ferrari              | Ferrari SF15-T         | Ferrari 059/4 1.6T V6          | P     |
| 8  | Romain Grosjean  | Lotus F1 Team                 | Lotus E23 Hybrid       | Mercedes-Benz PU106B 1.6T V6   | P     |
| 9  | Marcus Ericsson  | Sauber F1 Team                | Sauber C34             | Ferrari 059/4 1.6T V6          | P     |
| 11 | Sergio Pérez     | Sahara Force India F1 Team    | Force India VJM08      | Mercedes-Benz PU106B 1.6T V6   | P     |
| 12 | Felipe Nasr      | Sauber F1 Team                | Sauber C34             | Ferrari 059/4 1.6T V6          | P     |
| 13 | Pastor Maldonado | Lotus F1 Team                 | Lotus E23 Hybrid       | Mercedes-Benz PU106B 1.6T V6   | P     |
| 14 | Fernando Alonso  | McLaren Mercedes              | McLaren MP4-30         | Honda RA615H 1.6T V6           | P     |
| 19 | Felipe Massa     | Williams Martini Racing       | Williams FW37          | Mercedes-Benz PU106B 1.6T V6   | P     |
| 22 | Jenson Button    | McLaren Mercedes              | McLaren MP4-30         | Honda RA615H 1.6T V6           | P     |
| 26 | Daniił Kwiat     | Infiniti Red Bull Racing      | Red Bull RB11          | Renault Energy F1-2015 1.6T V6 | P     |
| 27 | Nico Hülkenberg  | Sahara Force India F1 Team    | Force India VJM08      | Mercedes-Benz PU106B 1.6T V6   | P     |
| 28 | Will Stevens     | Manor Marussia F1 Team        | Marussia MR03B         | Ferrari 059/3 1.6T V6          | P     |
| 30 | Jolyon Palmer    | Lotus F1 Team                 | Lotus E23              | Mercedes-Benz PU106B 1.6T V6   | P     |
| 33 | Max Verstappen   | Scuderia Toro Rosso           | Toro Rosso STR10       | Renault Energy F1-2015 1.6T V6 | P     |
| 44 | Lewis Hamilton   | Mercedes AMG Petronas F1 Team | Mercedes F1 W06 Hybrid | Mercedes-Benz PU106B 1.6T V6   | P     |
| 55 | Carlos Sainz Jr. | Scuderia Toro Rosso           | Toro Rosso STR10       | Renault Energy F1-2015 1.6T V6 | P     |
| 77 | Valtteri Bottas  | Williams Martini Racing       | Williams FW37          | Mercedes-Benz PU106B 1.6T V6   | P     |
| 98 | Roberto Merhi    | Manor Marussia F1 Team        | Marussia MR03B         | Ferrari 059/3 1.6T V6          | P     |
| Nr | Kierowca         | Zespół                        | Samochód               | Silnik                         | Opony |

## Wyniki

### Sesje treningowe
Źródło: Wyprzedź Mnie!
| Sesja | Nr | Kierowca       | Konstruktor | Czas     | Okr. |
| ----- | -- | -------------- | ----------- | -------- | ---- |
| 1     | 44 | Lewis Hamilton | Mercedes    | 1:39,033 | 20   |
| 2     | 44 | Lewis Hamilton | Mercedes    | 1:37,218 | 32   |
| 3     | 44 | Lewis Hamilton | Mercedes    | 1:37,614 | 14   |

### Kwalifikacje
Źródło: Wyprzedź Mnie!
| Poz. | Nr | Kierowca         | Konstruktor          | Q1       | Q2       | Q3       | Poz. s. |
| --- | --- | ---------------- | -------------------- | -------- | -------- | -------- | ------- |
| 1 | 44 | Lewis Hamilton   | Mercedes             | 1:38,284 | 1:36,423 | 1:35,781 | 1       |
| 2 | 6 | Nico Rosberg     | Mercedes             | 1:38,495 | 1:36,746 | 1:35,823 | 2       |
| 3 | 5 | Sebastian Vettel | Ferrari              | 1:37,501 | 1:36,956 | 1:36,686 | 3       |
| 4 | 19 | Felipe Massa     | Williams–Mercedes    | 1:38,433 | 1:37,356 | 1:36,953 | 4       |
| 5 | 77 | Valtteri Bottas  | Williams–Mercedes    | 1:38,013 | 1:37,763 | 1:37,143 | 5       |
| 6 | 7 | Kimi Räikkönen   | Ferrari              | 1:37,790 | 1:37,108 | 1:37,231 | 6       |
| 7 | 3 | Daniel Ricciardo | Red Bull–Renault     | 1:38,534 | 1:37,938 | 1:37,540 | 7       |
| 8 | 8 | Romain Grosjean  | Lotus–Mercedes       | 1:38,209 | 1:38,063 | 1:37,905 | 8       |
| 9 | 12 | Felipe Nasr      | Sauber–Ferrari       | 1:38,521 | 1:38,016 | 1:38,066 | 9       |
| 10 | 9 | Marcus Ericsson  | Sauber–Ferrari       | 1:38,941 | 1:38,126 | 1:38,158 | 10      |
| 11 | 13 | Pastor Maldonado | Lotus–Mercedes       | 1:38,563 | 1:38,134 | –        | 11      |
| 12 | 26 | Daniił Kwiat     | Red Bull–Renault     | 1:39,051 | 1:38,209 | –        | 12      |
| 13 | 33 | Max Verstappen   | Toro Rosso–Renault   | 1:38,387 | 1:38,393 | –        | 13      |
| 14 | 55 | Carlos Sainz Jr. | Toro Rosso–Renault   | 1:38,621 | 1:38,537 | –        | 14      |
| 15 | 11 | Sergio Pérez     | Force India–Mercedes | 1:38,903 | 1:39,290 | –        | 15      |
| 16 | 27 | Nico Hülkenberg  | Force India–Mercedes | 1:39,215 | –        | –        | 16      |
| 17 | 22 | Jenson Button    | McLaren–Honda        | 1:39,275 | –        | –        | 17      |
| 18 | 14 | Fernando Alonso  | McLaren–Honda        | 1:39,280 | –        | –        | 18      |
| 19 | 28 | Will Stevens     | Marussia–Ferrari     | 1:42,090 | –        | –        | 19      |
| 20 | 98 | Roberto Merhi    | Marussia–Ferrari     | 1:42,841 | –        | –        | 20      |
| Poz. | Nr | Kierowca         | Konstruktor          | Q1       | Q2       | Q3       | Poz. s. |
| \| Legenda \| Legenda \| \| ------------------------ \| ---------------------------------------------------------------------------------------------------------------------------------------------------------------------------------------------------------------------------------------------------------------- \| \| Poz. Nr Q1 Q2 Q3 Poz. s. \| Pozycja zajęta w sesji kwalifikacyjnej Numer startowy kierowcy Wynik uzyskany w pierwszej części kwalifikacji Wynik uzyskany w drugiej części kwalifikacji Wynik uzyskany w trzeciej części kwalifikacji Pozycja startowa po uwzględnięniu kar, przesunięć, itp. \| | |                  |                      |          |          |          |         |
| Legenda | |                  |                      |          |          |          |         |
| Poz. Nr Q1 Q2 Q3 Poz. s. | Pozycja zajęta w sesji kwalifikacyjnej Numer startowy kierowcy Wynik uzyskany w pierwszej części kwalifikacji Wynik uzyskany w drugiej części kwalifikacji Wynik uzyskany w trzeciej części kwalifikacji Pozycja startowa po uwzględnięniu kar, przesunięć, itp. |                  |                      |          |          |          |         |

### Wyścig
Źródło: Wyprzedź Mnie!
| P                 | + / –     | Nr | Kierowca         | Konstruktor          | Okr. | Czas / Strata | Komentarz       |
| ----------------- | --------- | -- | ---------------- | -------------------- | ---- | ------------- | --------------- |
| 1                 | Bez zmian | 44 | Lewis Hamilton   | Mercedes             | 56   | 1h39m42,008   |                 |
| 2                 | Bez zmian | 6  | Nico Rosberg     | Mercedes             | 56   | +0:00,714     |                 |
| 3                 | Bez zmian | 5  | Sebastian Vettel | Ferrari              | 56   | +0:02,988     |                 |
| 4                 | 2         | 7  | Kimi Räikkönen   | Ferrari              | 56   | +0:03,835     |                 |
| 5                 | 1         | 19 | Felipe Massa     | Williams–Mercedes    | 56   | +0:08,544     |                 |
| 6                 | 1         | 77 | Valtteri Bottas  | Williams–Mercedes    | 56   | +0:09,885     |                 |
| 7                 | 1         | 8  | Romain Grosjean  | Lotus–Mercedes       | 56   | +0:19,008     |                 |
| 8                 | 1         | 12 | Felipe Nasr      | Sauber–Ferrari       | 56   | +0:22,625     |                 |
| 9                 | 2         | 3  | Daniel Ricciardo | Red Bull–Renault     | 56   | +0:32,117     |                 |
| 10                | Bez zmian | 9  | Marcus Ericsson  | Sauber–Ferrari       | 55   | +1 okr.       |                 |
| 11                | 4         | 11 | Sergio Pérez     | Force India–Mercedes | 55   | +1 okr.       |                 |
| 12                | 6         | 14 | Fernando Alonso  | McLaren–Honda        | 55   | +1 okr.       |                 |
| 13                | 1         | 55 | Carlos Sainz Jr. | Toro Rosso–Renault   | 55   | +1 okr.       |                 |
| 14                | 3         | 22 | Jenson Button    | McLaren–Honda        | 55   | +1 okr.       | [ 5 ]           |
| 15                | 4         | 28 | Will Stevens     | Marussia–Ferrari     | 54   | +2 okr.       |                 |
| 16                | 4         | 98 | Roberto Merhi    | Marussia–Ferrari     | 54   | +2 okr.       |                 |
| 17                | 4         | 33 | Max Verstappen   | Toro Rosso–Renault   | 52   | +4 okr.       | silnik          |
| Niesklasyfikowani |           |    |                  |                      |      |               |                 |
|                   |           | 13 | Pastor Maldonado | Lotus–Mercedes       | 49   | +7 okr.       | hamulce         |
|                   |           | 26 | Daniił Kwiat     | Red Bull–Renault     | 15   | +41 okr.      | silnik          |
|                   |           | 27 | Nico Hülkenberg  | Force India–Mercedes | 9    | +47 okr.      | skrzynia biegów |
| P                 | + / –     | Nr | Kierowca         | Konstruktor          | Okr. | Czas / Strata | Komentarz       |

### Najszybsze okrążenie
Źródło: Wyprzedź Mnie!
| Nr | Kierowca       | Konstruktor | Czas     | Okr. |
| -- | -------------- | ----------- | -------- | ---- |
| 44 | Lewis Hamilton | Mercedes    | 1:42,207 | 31   |

## Prowadzenie w wyścigu
Źródło: Racing–Reference.info
| Nr                              | Kierowca       | Okrążenia          | Suma |
| ------------------------------- | -------------- | ------------------ | ---- |
| 44                              | Lewis Hamilton | 1–13, 15-33, 34-56 | 53   |
| 6                               | Nico Rosberg   | 13-15              | 2    |
| 7                               | Kimi Räikkönen | 33-34              | 1    |
| \| Wykres \| \| ------ \| \| \| |                |                    |      |
| Wykres                          |                |                    |      |
|                                 |                |                    |      |

## Klasyfikacja po zakończeniu wyścigu

### Kierowcy
| P                 | +/− | Kierowca         | Starty | Punkty | P1 | P2 | P3 | PP | NO | NS |
| ----------------- | --- | ---------------- | ------ | ------ | -- | -- | -- | -- | -- | -- |
| 1                 | 0   | Lewis Hamilton   | 3      | 68     | 2  | 1  | –  | 3  | 2  | –  |
| 2                 | 0   | Sebastian Vettel | 3      | 55     | 1  | –  | 2  | –  | –  | –  |
| 3                 | 0   | Nico Rosberg     | 3      | 51     | –  | 2  | 1  | –  | 1  | –  |
| 4                 | 0   | Felipe Massa     | 3      | 30     | –  | –  | –  | –  | –  | –  |
| 5                 | 0   | Kimi Räikkönen   | 3      | 24     | –  | –  | –  | –  | –  | 1  |
| 6                 | +1  | Valtteri Bottas  | 2      | 18     | –  | –  | –  | –  | –  | –  |
| 7                 | −1  | Felipe Nasr      | 3      | 14     | –  | –  | –  | –  | –  | –  |
| 8                 | 0   | Daniel Ricciardo | 3      | 11     | –  | –  | –  | –  | –  | –  |
| 9                 | +7  | Romain Grosjean  | 3      | 6      | –  | –  | –  | –  | –  | 1  |
| 10                | −1  | Nico Hülkenberg  | 3      | 6      | –  | –  | –  | –  | –  | 1  |
| 11                | −1  | Max Verstappen   | 3      | 6      | –  | –  | –  | –  | –  | 1  |
| 12                | −1  | Carlos Sainz Jr. | 3      | 6      | –  | –  | –  | –  | –  | –  |
| 13                | −1  | Marcus Ericsson  | 3      | 5      | –  | –  | –  | –  | –  | 1  |
| 14                | −1  | Daniił Kwiat     | 2      | 2      | –  | –  | –  | –  | –  | 1  |
| 15                | −1  | Sergio Pérez     | 3      | 1      | –  | –  | –  | –  | –  | –  |
| 16                | −1  | Jenson Button    | 3      | 0      | –  | –  | –  | –  | –  | 1  |
| 17                | N   | Fernando Alonso  | 2      | 0      | –  | –  | –  | –  | –  | 1  |
| 18                | −1  | Roberto Merhi    | 2      | 0      | –  | –  | –  | –  | –  | –  |
| 19                | N   | Will Stevens     | 1      | 0      | –  | –  | –  | –  | –  | –  |
| Niesklasyfikowani |     |                  |        |        |    |    |    |    |    |    |
|                   |     | Pastor Maldonado | 3      | –      | –  | –  | –  | –  | –  | 3  |
|                   |     | Kevin Magnussen  | –      | –      | –  | –  | –  | –  | –  | –  |
| P                 | +/− | Kierowca         | Starty | Punkty | P1 | P2 | P3 | PP | NO | NS |

### Konstruktorzy
| P  | +/− | Konstruktor             | Starty | Punkty | P1 | P2 | P3 | PP | NO | NS |
| -- | --- | ----------------------- | ------ | ------ | -- | -- | -- | -- | -- | -- |
| 1  | 0   | Mercedes                | 6      | 119    | 2  | 3  | 1  | 3  | 3  | –  |
| 2  | 0   | Ferrari                 | 6      | 79     | 1  | –  | 2  | –  | –  | 1  |
| 3  | 0   | Williams Mercedes       | 5      | 48     | –  | –  | –  | –  | –  | –  |
| 4  | 0   | Sauber Ferrari          | 6      | 19     | –  | –  | –  | –  | –  | 1  |
| 5  | +1  | Red Bull Racing Renault | 6      | 13     | –  | –  | –  | –  | –  | 2  |
| 6  | −1  | STR Renault             | 6      | 12     | –  | –  | –  | –  | –  | 1  |
| 7  | 0   | Force India Mercedes    | 6      | 7      | –  | –  | –  | –  | –  | 1  |
| 8  | 0   | Lotus Mercedes          | 6      | 6      | –  | –  | –  | –  | –  | 4  |
| 9  | 0   | McLaren Honda           | 5      | 0      | –  | –  | –  | –  | –  | 2  |
| 10 | 0   | Marussia Ferrari        | 3      | 0      | –  | –  | –  | –  | –  | –  |
| P  | +/− | Konstruktor             | Starty | Punkty | P1 | P2 | P3 | PP | NO | NS |